# Djikoloum Mobele
Djikoloum Mobele, född 23 november 1978, är en friidrottare från Tchad. Han deltog vid olympiska sommarspelen 2004.